# جوگ باسشت

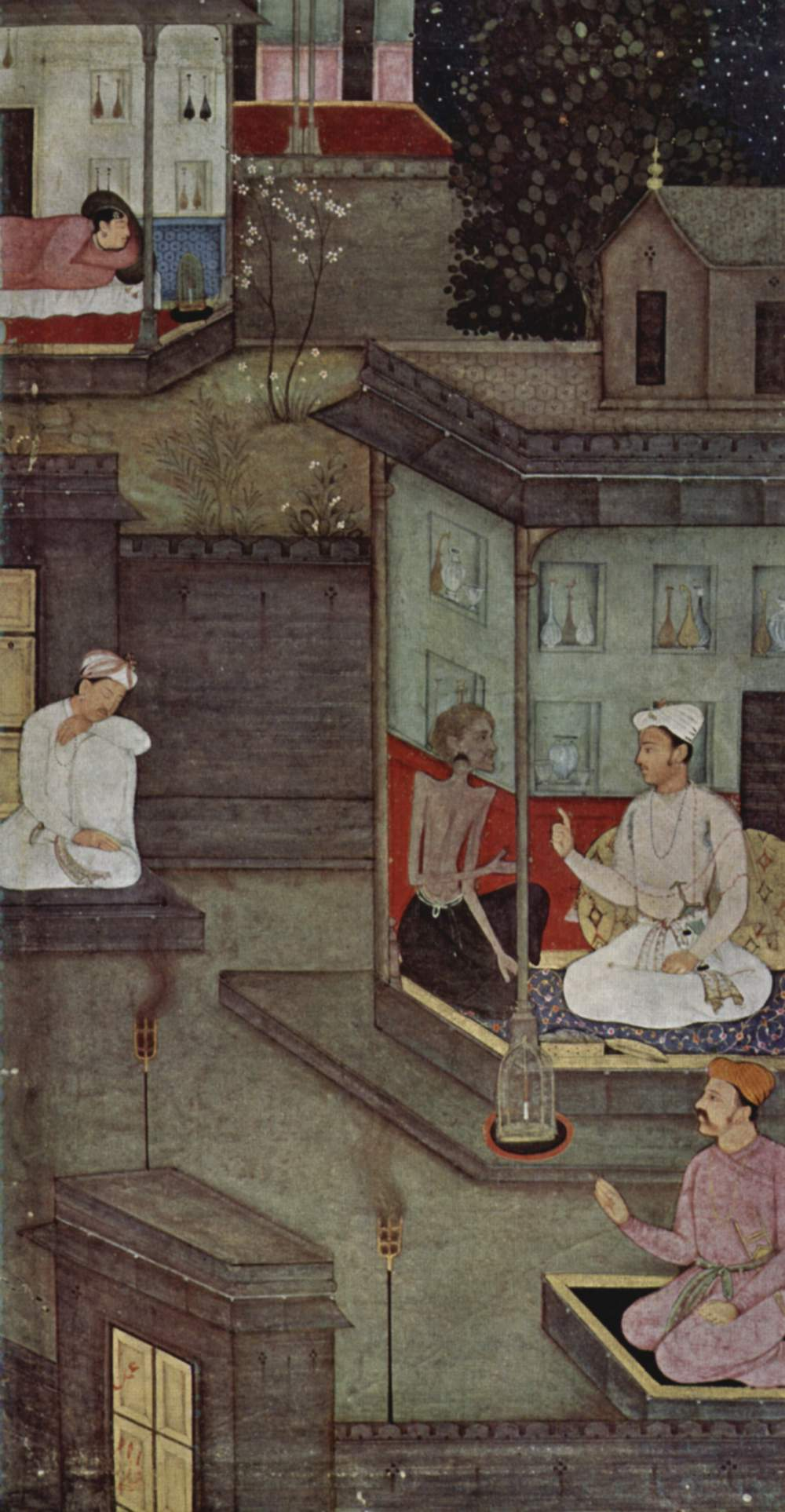
نگاره‌ای از دست‌نوشتهٔ جوگ باسشت ۱۶۰۲ میلادی

جوگ باسشت یا یوگا واشیشتا، متن عرفانی هندو، به سانسکریت نوشته والمیکی، نویسندهٔ مجموعه معروف رامایانا. است. این کتاب گفتگوهای فرزانهٔ مشهور باسشت با شاهزاده راما را در مورد روش رسیدن به رستگاری در بر دارد. تاریخ تألیف کتاب بین قرن پنجم تا قرن چهاردهم میلادی تخمین زده می‌شود. جوگ باسشت یکی از طولانی‌ترین متن‌های سانسکریت، پس از مهاباراتا و رامایانا، و یکی از متن‌های اصلی در یوگا به‌شمار می‌آید.
جوگ باسشت، همچون بسیاری دیگر از کتاب‌های معتبر هندو، به امر جلال‌الدین اکبر پادشاه تیموری هند به فارسی ترجمه شد. گزارندهٔ این کتاب از سانسکریت به پارسی نظام‌الدین پانی‌پتی است. میرفندرسکی دانشمند دورهٔ صفوی، گزیده‌ای از این ترجمه ترتیب داد و بر آن شرحی نوشت.